# Object Oriented Software Engineering
Object Oriented Software Engineeering, OOSE, - på svenska Objektorienterad programmering är en metod för att skapa robusta dataprogram. Modellen kom i Sverige till stor användning när Ericsson byggde upp källkoden i AXE-växeln. En televäxel som skulle kunna byta komponenter i drift utan driftsstopp, vilket var en av grundorsakerna till metodens användande. Till skillnad från tidigare programkodsuppbyggnad där hela koden i princip skulle fungera felfritt tillsammans så särskiljer sig den objektorienterade modellen sig så att var modul, eller objekt enbart responderar när den blir tillkallad med rätt attribut. De tidigare programmen hängde sig ofta när de fick ett felaktigt anrop medan den objektorienterade koden ignorerar felaktiga anrop. Detta var en av anledningarna till just Ericssons framgång med AXE-växlarna som hade hög driftsäkerhet.